# Herrarnas lagtävling i sabel vid olympiska sommarspelen 1992
Herrarnas lagtävling i sabel i de olympiska fäktningstävlingarna 1992 i Barcelona avgjordes den 6-7 augusti.

## Medaljörer
| Event      | Guld                                                                                         | Silver                                                               | Brons |
| Sabel, lag | OSS Grigorij Kirijenko Aleksandr Sjirsjov Georgij Pogosov Vadim Gutzeit Stanislav Pozdnjakov | Ungern Bence Szabó Csaba Köves György Nébald Péter Abay Imre Bujdosó | Frankrike Jean-François Lamour Jean-Phillippe Daurelle Franck Ducheix Hervé Grainger-Veyron Pierre Guichot |

## Laguppställningar
| Kanada - Jean-Paul Banos - Jean-Marie Banos - Tony Plourde - Evens Gravel - Leszek Nowosielski Kina - Jia Guihua - Ning Xiankui - Yang Zhen - Jiang Yefei - Zheng Zhaokang Frankrike - Jean-François Lamour - Jean-Philippe Daurelle - Franck Ducheix - Hervé Granger-Veyron - Pierre Guichot Tyskland - Felix Becker - Jörg Kempenich - Jürgen Nolte - Jacek Huchwajda - Steffen Wiesinger | Storbritannien - Kirk Zavieh - Ian Williams - Gary Fletcher - James Williams - Amin Zahir Ungern - Bence Szabó - Csaba Köves - György Nébald - Péter Abay - Imre Bujdosó Italien - Marco Marin - Ferdinando Meglio - Giovanni Scalzo - Giovanni Sirovich - Tonhi Terenzi Polen - Marek Gniewkowski - Norbert Jaskot - Jarosław Kisiel - Robert Kościelniakowski - Janusz Olech | Rumänien - Alexandru Chiculiţă - Victor Gaureanu - Daniel Grigore - Florin Lupeică - Vilmoş Szabo Spanien - Antonio García - Raúl Peinador - José Luis Álvarez - Marco Antonio Rioja - Alberto Falcón OSS - Grigorij Kirijenko - Aleksandr Sjirsjov - Georgij Pogosov - Vadym Huttsait - Stanislav Pozdnjakov USA - Mike Lofton - Bob Cottingham - Steve Mormando - John Friedberg - Peter Westbrook |